# Corythoxestis sunosei
Corythoxestis sunosei är en fjärilsart som först beskrevs av Tosio Kumata 1998.  Corythoxestis sunosei ingår i släktet Corythoxestis och familjen styltmalar. Inga underarter finns listade i Catalogue of Life.